# Airline Deregulation Act
Airline Deregulation Act er en amerikansk føderal lov fra 1978, der deregulerede luftfartsindustrien i USA ved at fjerne føderal kontrol over områder såsom billetpriser, ruter, og nye aktørers adgang til markedet. Civil Aeronautics Boards reguleringsbeføjelser blev udfaset, men Federal Aviation Administrations (FAA) lovgivningsmæssige beføjelser ved alle aspekter af flyvesikkerhed blev ikke formindsket.

## Historie
Det føderale Civil Aeronautics Board (CAB) havde siden 1938 reguleret alle indenlandske luftfartsruter mellem stater som en offentlig forsyning og fastsatte billetpriser, ruter og flyveplaner. Dog blev flyselskaber, der kun fløj ruter indenfor staters grænser, ikke reguleret af CAB, men blev reguleret af statslige regeringer i de stater, hvor de opererede. En måde, hvorpå CAB fremmede luftfart, var ved at forsøge at holde billetpriserne nede på kortdistance-markedet, hvilket ville være subsidieret af højere billetpriser på langdistance-markedet. CAB skulle også sørge for at flyselskaber havde et rimeligt afkast.
CAB havde fået et ry for bureaukratisk selvtilfredshed; flyselskaber var udsat for længerevarende forsinkelser, når de ansøgte om nye ruter eller billetændringer, og de blev ofte ikke godkendt. For eksempel ansøgte World Airways om at begynde en lavprisrute fra New York City til Los Angeles rute i 1967; CAB undersøgte ansøgningen i over seks år for så kun at afvise den, fordi optegnelsen var forældet. Continental Airlines begyndte efter otte år at servicere ruten mellem Denver og San Diego, og det var kun fordi, en amerikansk appeldomstol beordrede, at CAB godkendte ansøgningen.
Dette rigide system stødte i 1970erne på et voldsomt pres. Oliekrisen i 1973 og stagflation ændrede det økonomiske miljø radikalt, ligesom teknologiske fremskridt såsom jumbojetten. De fleste store flyselskaber favoriserede det rigide system, da deres afkast næsten var garanteret, men passagerer som blev tvunget til at betale for eskalerende billetpriser var imod det, og fik følgeskab af lokalsamfund, der subsidierede lufttjenester til stadigt højere priser. USA's Kongres blev bekymret for, at lufttransport på længere sigt ville følge nationens jernbaner og komme i problemer. I 1970 var Penn Central Railroad kollapset, datidens hidtil da største konkurs, hvilket resulterede i en kæmpe skatteyderbetalt redningsplan og oprettelsen af Conrail og Amtrak.
Førende økonomer havde i årtier argumenteret for, at lovgivningen havde ført til ineffektivitet og højere priser. Carter-regeringen havde argumenteret for, at branchen og dens kunder ville få gavn af nye deltagere, afskaffelsen af prisregulering og indskrænket kontrol over ruter og hub byer.
I 1970 og 1971 foreslog Council of Economic Advisers i Nixon-regeringen sammen med monopolafdelingen i USA's justitsministerium og andre agenture lovgivning, der formindskede prisaftaler og adgangsbarriere inden for jernbane- og lastbilstransport. Imens initiativet var i gang i Ford-regeringen, begyndte Senatets Retsudvalg, der havde jurisdiktion over monopollovgivning, i 1975 høringer om deregulering af luftfarten. Senator Edward "Ted" Kennedy tog under høringerne føringen.
Udvalget blev betragtet som et mere venligt forum end det, der sandsynligvis ville have været en mere passende jurisdiktion, Luftfartsunderudvalget i Handelsudvalget. Ford-regeringen støttede Retsudvalgets initiativ.
I 1977 udpegede præsident Jimmy Carter Alfred E. Kahn, en professor i økonomi ved Cornell University, til at være formand for CAB. Der havde udviklet sig et fælles skub fra førende økonomer, ledende tænketanke i Washington, en civilsamfundskoalition, der gik ind for reformen (mønstret på en koalition, der tidligere blev udviklet til reformindsatsen inden for lastbil- og jernbanetransport), lederen af tilsynsmyndigheden, Senatslederen, Carter-regeringen, og endda nogle inden for flybranchen. Koalitionen fik hurtigt lovmæssige resultater i 1978.[kilde mangler]
Dan McKinnon ville være den sidste formand for CAB og ville føre tilsyn med dens endelige lukning den 1. januar 1985.

## Yderligere læsning
- Barnum, John W. "What Prompted Airline Deregulation 20 Years Ago?," Præsentation til Luftfartslovudvalget i erhvervsret sektionen af International Bar Association den. 15. september 1998.
- Derthick, Martha; Quirk, Paul J. (1985). The Politics of Deregulation. Washington, DC: Brookings Institution. ISBN 978-0-8157-1817-8.
- Robyn, Dorothy (1987). Braking the Special Interests: Trucking Deregulation and the Politics of Policy Reform. University of Chicago Press. ISBN 978-0-226-72328-0.
- Rose, Mark H.; Seely, Bruce E.; Barrett, Paul F. (2006). The Best Transportation System in the World: Railroads, Trucks, Airlines, and American Public Policy in the Twentieth Century. Historical Perspectives on Business Enterprise. Ohio State University Press. ISBN 978-0-8142-1036-9.